# ČT Sport
ČT Sport, полное название Česká televize Sport (ранее ČT4 Sport и ČT4), — чешский спортивный телеканал телекомпании Чешского телевидения.

## История
Начал вещание 10 февраля 2006, в день открытия Зимней Олимпиады в Турине. Изначально назывался ČT4 Sport, стал одним из пионеров цифрового вещания в Чехии. Телеканал ведёт трансляции матчей по футболу и хоккею, чемпионатов по лёгкой атлетике и различных европейских турниров, а также соревнований Олимпийских игр. В 2008 году был переименован в ČT4, в сентябре 2012 года получил название ČT Sport. Доступен через кабельные операторы, спутники и цифровые системы.

## ČT Sport HD
ČT Sport HD — версия телеканала в высокой чёткости, вещающая с 3 мая 2012.